# Zbigniew Fijałkowski
Zbigniew Fijałkowski, ps. Szajbus (ur. 1941, zm. 15 lutego 2005 w Krakowie) – polski żużlowiec i postać związana z Krakowem.

## Życiorys
Pochodził z Zawady. Ukończył I Liceum Ogólnokształcące im. Bartłomieja Nowodworskiego w Krakowie. Był żużlowcem Wandy Nowa Huta.
W późniejszych latach utrzymywał się z nielegalnego handlu walutami, był też taksówkarzem. Od 1956 związany ze środowiskiem kabaretu Piwnica pod Baranami. Zdiagnozowano u niego chorobę psychiczną. Stał się kloszardem, przesiadującym w knajpach krakowskiego Rynku (głównie w barze Vis-à-vis, popularnym „Zwisie”) i jedną z najbardziej kojarzonych z Krakowem postaci, bohaterem licznych anegdot i historii. Pierwowzór granej przez Jerzego Trelę postaci „Szajbusa” w filmie Artura Więcka Zakochany Anioł (w którym zagrał epizod Pijaka pod bramą).
Zbigniew Fijałkowski zmarł w 2005 śmiercią samobójczą (powieszenie). Został pochowany na cmentarzu Prądnik Czerwony.